# بابا (مجموعه تلویزیونی)
بابا (به ترکی استانبولی: Baba) مجموعۀ تلویزیونی در ژانر درام ساخت ترکیه و تولید آی یاپیم به کارگردانی چاغری بایراک و نویسندگی گوخان هرزوم و اکین آتالار است. هالوک بیلگینر و تولگا ساریتاش به طور مشترک بازیگر نقش‌های اصلی این مجموعه هستند و بازیگرانی همچون آیدا آکسل، اوزگه یاغیز، هاکان کورتاش، تانر روملی و داملاسو ایکیزاوغلو در این مجموعه به ایفای نقش پرداخته‌اند. این مجموعۀ تلویزیونی که از ۲ فصل تشکیل شده است که اولین قسمت آن در ۱۵ فوریه ۲۰۲۲ پخش شد و با انتشار قسمت ۳۰ آن در ۲۷ دسامبر ۲۰۲۲ به پایان رسید.

## خلاصهٔ داستان
داستان خانواده ساروهانلی را روایت می‌کند که در یکی از شهرهای آناتولی زندگی می‌کنند. بزرگ این خاندان امین ساروهانلی مردی مستبد و پایبند به اصول خانواده است که رابطه عجیبی با برادر خود مهمت علی دارد و سال‌ها با برادرش مهمت علی اختلاف داشت. با شنیدن خبر یک سانحه هوایی، زندگی این خانواده زیر و رو می‌شود. امین ساروهانلی صاحب ثروتی قابل توجه شده و باید با خانواده به استانبول برود. از آنجایی که خانواده ساروهانلی پس از سقوط هواپیما به حقیقتی تکان دهنده پی می‌برند، زندگی آنها ناگهان تغییر می‌کند. این تغییر ناگهانی در زندگی فروتنانه خانواده ساروهانلی، باعث متزلزل شدن این خانواده می‌شود.

## بازیگران و شخصیت‌ها
این مجموعۀ تلویزیونی دو بازیگر اصلی دارد که وظیفه روایت داستان را برعهده دارند. هالوک بیلگینر و تولگا ساریتاش بازیگران اصلی این مجموعه هستند.

#### شخصیت‌های اصلی
| بازیگر        | شخصیت          | قسمت‌ها | توضیحات                                    |
| ------------- | -------------- | ------ | ------------------------------------------ |
| هالوک بیلگینر | امین ساروهانلی | ۱-۳۰   | همسر فضیلت، پدر یاشار، سروت، قدیر و بشری   |
| تولگا ساریتاش | قدیر ساروهانلی | ۱-۳۰   | پسر امین و فضیلت، برادر یاشار، سروت و بشری |

#### شخصیت‌های مکمل
| بازیگر             | شخصیت                  | قسمت‌ها | توضیحات                                                                                           |
| ------------------ | ---------------------- | ------ | ------------------------------------------------------------------------------------------------- |
| آیدا آکسل          | فضیلت ساروهانلی        | ۱-۳۰   | همسر امین ساروهانلی، مادر یاشار، سروت، قدیر و بشری                                                |
| اوزگه یاغیز        | بشری ساروهانلی/کاراجام | ۱-۳۰   | دختر امین و فضیلت ساروهانلی، خواهر یاشار، سروت و قدیر، همسر ایلهان کاراجام، همسر سابق احمد کولکان |
| هاکان کورتاش       | ایلهان کاراجام         | ۱-۳۰   | همسر بشری ساروهانلی، پسر فرید                                                                     |
| تانر روملی         | سروت ساروهانلی         | ۱-۳۰   | پسر امین و فضیلت ساروهانلی، برادر یاشار، قدیر و بشری، پدر کبری، همسر سابق منور، همسر سابق شاهیکا  |
| جم اوسلو           | جیحون کمورجو           | ۱-۳۰   | سر‌کارگر عمارت مهمت‌علی ساروهانلی                                                                   |
| داملاسو ایکیزاوغلو | کبری ساروهانلی         | ۱-۳۰   | دختر سروت ساروهانلی و منور                                                                        |
| زینب دیکر          | زینب ساروهانلی         | ۱-۳۰   | دختر یاشار و بهنور ساروهانلی، خواهر دوقلو قدیر‌ جان،‌ خواهر بزرگتر اجرین و یوسف امین                |
| لونت اولگن         | حاجی صلاح‌الدین گورگولو | ۱۶-۳۰  | رئیس محله و سوله بازیافت، دشمن قدیر                                                               |
| بوسه مرال          | فیروزه                 | ۱۶-۳۰  | عروس حاجی صلاح‌الدین، معشوقه قدیر، دختر بزرگ حسبیه                                                 |
| علی ایل            | محسن ایدجی             | ۱۶-۳۰  | دستیار حاجی صلاح‌الدین گور‌گولو، سر‌کارگر بازیافت                                                    |
| ولکان کیران        | صالح                   | ۱۶-۳۰  | کارگر بازیافت                                                                                     |
| الیف وریت          | عثمان                  | ۱۶-۳۰  | کارگر بازیافت                                                                                     |
| سلجن ازگی دینچر    | حفسنور گورگولو         | ۱۶-۳۰  | دختر حاجی صلاح‌الدین                                                                               |
| ملتم پامیرتان      | حسیبه                  | ۲۰-۳۰  | مادر فیروزه                                                                                       |
| یلماز کونت         | سرکان                  | ۲۰-۳۰  | راننده حاجی صلاح‌الدین                                                                             |

#### شخصیت‌های پایان‌یافته
| بازیگر                | شخصیت               | قسمت‌ها | توضیحات |
| --------------------- | ------------------- | ------ | --- |
| کوکسال انگور          | مهمت علی ساروهانلی  | ۱      | برادر امین                                                                                                  |
| امای آنادولو کابواغلو | رمزیه               | ۱-۴    | دوست امین                                                                                                   |
| مجید کپر              | فرید کاراجام        | ۱-۱۱   | پدر ایلهان                                                                                                  |
| بریل پوزام            | سویل اوزترک         | ۲-۱۳   | معشوقه سابق قدیر                                                                                            |
| دنیز حمزه‌اوغلو        | یاشار ساروهانلی     | ۱-۱۵   | پسر بزرگ امین و فضیلت ساروهانلی، برادر سروت، قدیر و بشری، همسر بهنور، پدر زینب، قدیر جان، اجرین و یوسف امین |
| تولگا سالا            | کورشات              | ۱-۱۵   | معشوقه شاهیکا                                                                                               |
| کایرا سیر             | اجرین ساروهانلی     | ۱-۱۵   | دختر یاشار و بهنور ساروهانلی، خواهر زینب، قدیر جان و یوسف امین                                              |
| زینب توغچه بیات       | شاهیکا              | ۱-۱۵   | معشوقه کورشات، همسر سروت                                                                                    |
| اوزگه اوزاجار         | جانسو اریم          | ۱-۱۵   | دوست بشری، دوست دختر قدیر جان                                                                               |
| اوکتای چوبوک          | قدیرجان ساروهانلی   | ۱-۱۵   | پسر بزرگ یاشار و بهنور، برادر دو‌قلو زینب، برادر اجرین و یوسف امین                                           |
| بیهتر دینجل           | منور شاهین          | ۱-۱۵   | همسر سابق سروت، مادر کبری                                                                                   |
| یائیز سیلاغ           | یوسف امین ساروهانلی | ۱-۱۵   | پسر کوچک یاشار و بهنور ساروهانلی، برادر زینب، قدیر جان و اجرین                                              |
| صدف آکالین            | بینور ساروهانلی     | ۱-۱۵   | همسر یاشار، مادر زینب، قدیر جان، اجرین و یوسف امین                                                          |
| عثمان آکجا            | بوراک اصلان         | ۱-۱۵   | مدیر شرکت ساروهانلی                                                                                         |
| نیهان اوکتوجو         | اوغور بیرمای        | ۱-۱۵   | معشوقه سابق اورهان                                                                                          |
| دلارا آک‌سویک          | الیف پاکتاش         | ۷-۱۵   | شریک شرکت ساروهانلی، عاشق قدیر                                                                              |
| رنان بیلک             | فیروز               | ۶-۱۵   | خلافکار |
| هازال تورسان          | بیگوم سویملی        | ۱۶-۲۷  | شریک حاجی صلاح‌الدین، دوست سابق ایلهان                                                                       |
| آلپر چانکایا          | احمد کالکان         | ۱-۲۸   | همسر سابق بشری                                                                                              |

## برنامه پخش
| فصل   | روز و زمان پخش | شروع فصل        | پایان فصل              | تعداد قسمت‌های فیلم‌برداری شده | قسمت‌ها | سال انتشار | شبکه تلویزیونی |
| ----- | -------------- | --------------- | ---------------------- | ---------------------------- | ------ | ---------- | -------------- |
| فصل ۱ | ساعت ۲۰:۰۰     | ۱۵ فوریه ۲۰۲۲   | ۳۱ مه ۲۰۲۲             | ۱۵                           | ۱-۱۵   | ۲۰۲۰       | شو تی‌وی        |
| فصل ۲ | ساعت ۲۰:۰۰     | ۲۰ سپتامبر ۲۰۲۲ | ۲۷ دسامبر ۲۰۲۲ (پایان) | ۱۵                           | ۱۶-۳۰  | ۲۰۲۰       | شو تی‌وی        |

## پخش تلویزیونی

#### ایران
پخش این مجموعۀ تلویزیونی با دوبله فارسی در شبکه‌های جم تی‌وی از ۲۷ دی‌ماه ۱۴۰۱ شروع شد و تا ۱۳ اردیبهشت ۱۴۰۲ از جمعه تا چهارشنبه ساعت ۲۰:۰۰ از شبکه جم سریس پخش شد.